# بوجمعة العنقيس
بوجمعة العنقيس هو مغني جزائري (مولود في 17 يونيو 1927 - 2 سبتمبر 2015) في القصبة الجزائر العاصمة اسمه الحقيقي بوجمعة محمد وينحدر من منطقة أزفون في تيزي وزو، توفي الفنان يوم 02/09/2015 عن عمر يناهز 88 سنة بعد صراعه مع المرض بالمستشفى العسكري عين النعجة.

## مشواره الغنائي
بدأ مشواره الغنائي في سن مبكرة وتعلم على يد شيوخ الأغنية الشعبية الجزائرية يتقدمهم الحاج محمد العنقي الذي أخذ التسمية عنه العنقيس التي تعني ضغير طائر العنقاء.

## اللون الغنائي
يغنّي العنقيس الأغنية الشعبية الجزائرية التي تتميز بالأصالة والعذوبة والاحترام.

## مكانته على الساحة الفنية
يحظى بوجمعة العنقيس بمكانة مميزة لدى الجمهور في الجزائر والخارج لسلامة وعذوبة أغانيه ويحترمه كل الجزائريون بجميع مستوياتهم.

## ألبوماته
له سبع ألبومات غنائية متنوعة تحمل بصمته الخاصة.

## تكريمه
كرّمته العديد من الجمعيات والمؤسسات كوزارة الثقافة الجزائرية وأعاد أغانيه الكثير من الفنانين.

## روابط خارجية
- بوجمعة العنقيس على موقع ميوزك برينز (الإنجليزية)
- بوجمعة العنقيس على موقع ديسكوغز (الإنجليزية)